# Campursalam
Campursalam is een bestuurslaag in het regentschap Temanggung van de provincie Midden-Java, Indonesië. Campursalam telt 2903 inwoners (volkstelling 2010).